# Bataille de Jenkins' Ferry
 (novembre 2024).
Les informations dans cet article sont mal organisées, redondantes, ou il existe des sections bien trop longues. Structurez-le ou soumettez des propositions en page de discussion.
Avec le temps, il arrive que le contenu présent dans un article devienne désordonné. Il est souvent nécessaire de réorganiser l'article de fond en comble.
- Il faut tout d’abord répartir le contenu de l'article en plusieurs sections. Les informations doivent ensuite être exposées clairement et le plus synthétiquement possible, regroupées par sujet afin d'éviter les doublons. Quelqu'un cherchant une information précise doit pouvoir la trouver rapidement en lisant la section appropriée.
- À l'intérieur de chaque section, le texte, souvent initialement sous la forme de phrases éparses, doit être regroupé dans des paragraphes de quelques lignes, en assurant un enchaînement logique et une cohérence entre les phrases.
- Lorsque l'article ou l'une de ses sections développe trop longuement un point qui n'est pas dans le cœur du sujet traité, il convient de faire une synthèse et de transférer l'ancien contenu dans des articles plus appropriés (en cas de transfert, il faut impérativement respecter la procédure Aide:Scission).

Si vous pensez que ces points ont été résolus, vous pouvez retirer ce bandeau et améliorer le plan d'un autre article.
Guerre de Sécession
Batailles
Expédition de Camden
- Mount Elba
- Elkin's Ferry
- Prairie d'Ane
- Poison Spring
- Marks' Mills
- Jenkins' Ferry

Campagne de la Red River
- Fort De Russy
- Mansfield
- Pleasant Hill
- Blair's Landing
- Monett's Ferry
- Mansura
- Yellow Bayou

La bataille de Jenkins Ferry (30 avril 1864) s'est déroulée dans l'actuel comté de Grant, en Arkansas, au cours de la guerre de Sécession. C'est l'apogée de l'expédition de Camden, qui fait partie de la campagne de la Red River (rivière Rouge). Comme résultat de la bataille, les forces des États-Unis sont en mesure de terminer leur retraite réussie de leur situation précaire à Camden vers leurs défenses de Little Rock.

## Contexte
En mars 1864, l'armée des États-Unis, en Louisiane sous les ordres du major-général Nathaniel Banks et la marine des États-Unis opérant sur le fleuve Mississippi, sous les ordres de l'amiral David Porter lancent la campagne de la Red River. La campagne a pour objectif immédiat la prise de Shreveport, en Louisiane, qui est le quartier général du général Kirby Smith, commandant de la place de la Confédération du département du trans-Mississippi confédéré. Shreveport est aussi la capitale provisoire de la Louisiane, un important dépôt d'approvisionnement et une passerelle vers le Texas. Un objectif secondaire de la campagne est d'acheter du coton, qui est en pénurie dans le nord des États-Unis et, ainsi, éventuellement, de gagner la loyauté envers les États-Unis des planteurs le long de la rivière. On pense que cette action peut développer la Reconstruction en Louisiane. Le major général Henry Halleck, général en chef des armées des États-Unis, qui conçoit le plan, souhaite également ouvrir la route à l'occupation du Texas par les forces américaines et décourager les incursions françaises à partir du Mexique. La France a envahi et occupé le Mexique en juin 1863, mettant en place un gouvernement dirigé par leur « empereur » marionnette, Maximilien.
Comme le président Lincoln a approuvé le plan de la campagne de la Red River avant la promotion d'Ulysse Grant en lieutenant-général et sa nomination en tant que général en chef, Grant sent qu'il ne peut pas arrêter la campagne. Grant essaye de presser son exécution, car il préférerait utiliser la force de 10 000 hommes qui est détournée par la campagne pour renforcer le major-général William Sherman dans la course de Sherman depuis le nord de la Géorgie vers Atlanta. Grant aimerait avoir immobilisé plus de troupes confédérées en Alabama avec une attaque sur la forteresse confédérée de Mobile.
Le général Banks a une force d'au moins 20 000 hommes disponibles à proximité de la Nouvelle-Orléans pour la campagne. Il est rejoint par 10 000 hommes de l'armée de Sherman en provenance de Vicksburg, Mississippi, sous le commandement du brigadier-général Andrew Smith. La force de Smith accompagne la flottille de Porter en amont de la rivière Rouge. Au début, ils réussissent à capturer le fort DeRussy pour ouvrir un passage jusqu'à la rivière Rouge. Le major-général Frederick Steele commandant environ 14 000 hommes est aussi censé déplacer ses forces pour soutenir Banks contre Shreveport à partir de leurs bases dans le nord de Little Rock, Fort Smith, et Pine Bluff, Arkansas.

### Expédition de Camden

#### Vers Camden
La partie de Steele dans la campagne devient connue comme l'expédition de Camden. Steele dira plus tard que ses objectifs étaient d'atteindre et d'occuper Camden en Arkansas et de repousser la cavalerie confédérée hors de Sheveport pour soutenir l'effort de Banks pour prendre la ville. Néanmoins, Banks planifie manifestement que Steele le rejoigne dans la tentative de capture de Shreveport, pas seulement pour occuper temporairement Camden. Même Grant envoie un télégramme à Steele pour lui dire qu'une simple démonstration est insuffisante pour soutenir Banks. Après que les forces de Banks sont repoussées lors de leur progression vers Shreveport par les forces supérieures en nombre du lieutenant général confédéré Richard Taylor, Banks interrompt sa retraite à Alexandria en Louisiane. Banks pense qu'il peut encore renouveler la campagne et communique à Steele son désir que les renforts de Steele rejoignent ses forces pour une autre tentative de prendre Sheveport.
Steele, avec 8 000 hommes marche d'abord vers le sud-ouest, de Little Rock vers Arkadelphia, Arkansas. Steele prévoit de rencontrer une colonne fédérale de 4 000 hommes en provenance de Fort Smith, dirigée par le brigadier-général John Thayer, à Arkadelphia. Une force de cavalerie fédérale d'environ 2 000 hommes de Pine Bluff, Arkansas est censé surveiller la garnison confédérée à Camden, détournant l'attention du mouvement de Steele et finalement rejoignant Steele. Même si Steele a trois semaines de retard sur le programme, il ne trouve pas Thayer à Arkadelphia, lorsque ses forces y arrivent le 29 mars 1864. Steele et ses hommes ont marché pendant les trois derniers jours, sous la pluie avec des rations déjà réduites. Les habitants de la région pauvre, le long de l'itinéraire de la marche sont dans l'indigence et il y a peu de nourriture et de fourrage. Après avoir attendu jusqu'au 1er avril 1864, avec son ravitaillement qui s'épuise de plus en plus et sans aucune nouvelle de Thayer, Steele part vers le sud-ouest de Washington, Arkansas, la capitale provisoire de l'Arkansas confédéré. Il finit par s'unir avec Thayer près de Elkins' Ferry sur le petit Missouri, le 9 avril 1864. Thayer apporte un peu de ravitaillement, cependant, et la force combinée devient alors à court d'approvisionnement.
Steele réussit à aider Banks dans la seule mesure où il empêche les cinq brigades confédérées de cavalerie dans la région de rejoindre les forces se confrontant à Banks. Deux divisions d'infanterie confédérée de l'Arkansas et le Missouri, sous le commandement du major-général Sterling Price, commandant les forces confédérées en Arkansas, sont envoyées de la région de Camden pour soutenir les forces confrontées à Banks. Sous le commandement du brigadier-général John Marmaduke et le commandement général de Price, qui est resté en Arkansas, trois des cinq brigades confédérées de cavalerie laissées en Arkansas harcèlent la force de Steele, alors qu'il quitte Arkadelphia. Ils ne peuvent pas arrêter sa lente progression. Les forces en présence mènent une petite bataille à Elkins' Ferry sur la petite rivière Missouri, le 3 avril 1864, où les forces de Steele contrecarrent la tentative de Marmaduke de les empêcher de traverser le Petit Missouri. Ils combattent lors d'une autre petite bataille à la Prairie d'Ane, en Arkansas, le 10 avril 1864. Le 12 avril, Steele feinte en direction de Washington, alors que Price est parti pour résister à l'objectif présumé de Steele de prendre la ville. Steele évite alors les confédérés avec un déplacement vers Camden, qui est en dehors du parcours pour une marche sur Shreveport. Après avoir écarté la cavalerie de Marmaduke de 23 kilomètres (14 miles) de Camden, la force de Steele occupe Camden, le 15 avril 1864. Price a déjà évacué cette ville fortifiée dans le but de défendre la capitale temporaire confédérée de l'État à Washington, en Arkansas.

#### À Camden, Poison Spring, et Marks' Mill
Price, qui a été rejoint par deux brigades de cavalerie du Texas sous les ordres du brigadier général Samuel Maxey, apparaît à Camden avec sa cavalerie peu après l'occupation de la ville par Steele. Avec les sept brigades de cavalerie, Price assiège Steele retranché, même si la force fédérale de Steele est toujours plus nombreuse que la force confédérée de Price.
Steele espère être ravitaillé à partir des entrepôts de Little Rock et de Pine Bluff et recueillir des provisions dans la campagne. Il ne peut être ravitaillé significativement lorsque la cavalerie confédérée forte de 1700 cavaliers sous les ordres du brigadier-général Marmaduke et 1600 soldats supplémentaires sous les ordres du brigadier-général Maxey écrasent l'expédition fédérale de recherche de nourriture sous le commandement du colonel James M. Williams qui aurait été couronnée de succès si elle avait été en mesure de retourner à Camden. Les confédérés capturent 170 wagons et les équipages du train d'approvisionnement de 198 chariots et détruisent les autres wagons lors de la bataille de Poison Spring, Arkansas. Une source a déclaré que les confédérés ont tué ou capturé « la plupart » de l'escorte de l'armée des États-Unis de 1 170 fantassins et cavaliers et quatre pièces d'artillerie durant la bataille le 18 avril 1864. Une autre source déclare que les forces américaines perdent 301 hommes, pour la plupart tués ou disparus,. Les confédérés tuent certains soldats afro-américains de l'escorte dans cette bataille, alors qu'ils essayent de se rendre, selon les rapports sur le terrain. Au moment où les restes de la force fédérale qui n'ont pas été tués ou capturés à Poison Spring reviennent à Camden, Steele apprend que le général Banks a fait marche arrière vers Shreveport, après avoir été vaincu à la bataille de Mansfield, Louisiane (aussi connu comme Pleasant Grove ou Sabine Cross Roads), à environ 64 kilomètres (40 miles) de Shreveport, le 8 avril 1864.
Banks remporte une victoire tactique et inflige plus de pertes (1 626) que ses forces n'en subissent (1 369) lors de la bataille de Pleasant Hill, le lendemain de la bataille de Mansfield. Sa force est également plus nombreuse que la force confédérée, mais Banks pense le contraire, et donc il poursuit son repli vers Alexandria. En attendant, l'amiral Porter doit se replier en aval de la rivière Rouge et retourner vers le fleuve Mississippi sous un feu des confédérés pratiquement constant de la rive du fleuve. Porter doit retourner non seulement en raison de la retraite de Banks, mais aussi parce que sa flottille est menacée d'être bloquée par le faible niveau d'eau atypique de la rivière Rouge. Bien que les bateaux quittent la rivière Rouge le 13 mai grâce à une habile ingénierie et construction de barrages sur la rivière, Banks doit attendre à Alexandria pendant le temps où les navires de Porter sont bloqués dans le but de protéger la flotte d'une attaque confédérée à partir de la rive. Banks ne peut partir dans n'importe quelle direction seulement qu'après que les bateaux sont en sécurité en aval de la rivière.
Le 23 avril 1864, lorsque Steele reçoit la dépêche de Banks lui demandant de le rejoindre afin qu'ils puissent aller de nouveau sur Shreveport, Steele répond qu'il n'est pas en mesure de joindre Banks. Il note également qu'il est maintenant confronté non seulement à la cavalerie confédérée, mais aussi au retour de l'infanterie de Sterling Price et à de l'infanterie supplémentaire sous les ordres de Kirby Smith. Kirby Smith a rejoint Price avec quelques unités d'infanterie qui ont été avec Taylor lors de la bataille de Pleasant Hill. La division de l'Arkansas du brigadier-général Thomas Churchill et la division du Missouri du brigadier-général Mosby Parsons reviennent sous le commandement de Price. Elles sont suivies par la plus grande division du Texas du major-général John Walker avec Kirby Smith. Kirby Smith a décidé que Steele est une menace plus importante, et d'une plus grande valeur que Banks, alors que Banks continue de reculer après la bataille de Pleasant Hill, le 9 avril 1864. Kirby Smith pense qu'il peut détruire la force de Steele, et peut-être faire volte-face et piéger Banks plus tard. Taylor est en désaccord total avec cette décision et veut attaquer Banks immédiatement. Néanmoins, Taylor ne peut pas convaincre Kirby Smith de changer son plan. Comme Banks semble attendre la force navale à Alexandria, Louisiane, Kirby Smith devient encore plus certain que sa décision est la bonne et qu'il a le temps de l'exécuter.
Le 25 avril 1864, dans une action appelée la bataille de Marks' Mill, deux brigades de cavalerie confédérées, sous le commandement du brigadier-général James Fagan, opérant sous les ordres de Price, capturent un train de wagons fédéral comprenant entre 211 et 240 wagons et 1 300 hommes de l'escorte que Steele a envoyé chercher des approvisionnements du dépôt du gouvernement fédéral à Pine Bluff. Environ 150 des 1 400 à 1 700 les soldats américains s'échappent après cinq heures de combat. Fagan a environ 300 blessés lors des combats. Des rapports montrent que ses hommes tuent, blessent des soldats afro-américains à la fin de la bataille. Les confédérés, à leur tour, paieront pour cela lors de la bataille de Jenkins' Ferry.

#### Retraite de Camden
Steele est maintenant désespérément à court de fournitures, inférieurs en nombre et en danger d'être encerclé à Camden. Alors, ses officiers supérieurs sont d'accord avec lui sur le fait qu'il n'a pas d'autre choix raisonnable, Steele ordonne une retraite de nuit vers Little Rock le 26 avril et au début de la matinée du 27 avril 1864. Les confédérés ne détectent pas le mouvement de Steele jusque tard dans la journée. Les forces de Steele utilisent un pont flottant qu'elles ont transporté pendant la campagne pour traverser la rivière Ouachita. Steele prend ainsi une longueur d'avance sur les confédérés qui poursuivent la force fédérale dès qu'ils réalisent que Steele s'est retiré de Camden. D'abord, les confédérés doivent traverser la rivière Ouachita enflée et sans pont le matin du 28 avril, par la construction d'un pont de radeau. Ce délai permet à Steele à se donner une longueur d'avance, même si la pluie le ralentit bientôt. Les confédérés sont en difficulté avec la pluie, eux-aussi, mais ils n'ont pas autant de wagons ni plus de matériel qui ralentissent leur poursuite.
Entre-temps, le 28 avril, Price renvoie la division de Samuel Maxey de deux brigades de cavalerie à Oklahoma et le Texas pour s'occuper des menaces signalées dans ce territoire par une autre force fédérale. Le brigadier-général Fagan, qui a commandé les forces confédérés victorieuse à Marks Mill, part sur des opérations indépendantes, mais ne remplit pas ses ordres, ce qui permet ce mouvement avec certains objectifs affichés. Il échoue dans son premier objectif de détruire le dépôt de ravitaillement fédéral à Pine Bluff, probablement parce qu'il ne peut pas traverser la rivière Saline gonflée, un affluent de la rivière Ouachita. Fagan échoue également à occuper une position sur les lignes de ravitaillement et de communication de Steele entre Camden et Little Rock, alors que Price lui a ordonné de le faire. Fagan est probablement à la recherche de nourriture et de fourrage pour sa propre force. Fagan n'est pas en communication immédiate de Price et ni en mesure de connaître les mouvements récents de Steele en dehors de Camden, mais Price réalise le 29 avril que Fagan ne bloque pas la retraite des fédéraux. Fagan et ses 3 000 soldats arrivent à Jenkins' Ferry le 30 avril 1864, ce qui est trop tard pour prendre part à la bataille.
Le général Steele se déplace vers le nord de Camden sur la route de Princeton, en Arkansas. Sa force est harcelée par la cavalerie confédérée alors que les hommes du général Marmaduke rattrapent la colonne fédérale à l'approche de la rivière Saline. Lorsque les forces de Steele atteignent Jenkins' Ferry sur la rivière en crue, elles doivent s'arrêter pour construire leur pont flottant pour traverser. Le reste des 10000 confédérés sous les ordres de Kirby Smith et Price rattrapent alors Steele, qui a également environ 10 000 hommes restant sur ses forces initiales. Les confédérés ouvrent la bataille en attaquant l'arrière-garde de la force fédérale tôt le matin du 30 avril 1864. La cavalerie de Steele a été capable de traverser la rivière Saline dans la nuit du 29 avril. Maintenant Steele doit combattre l'armée de Kirby Smith avant son infanterie ne puisse terminer ses efforts pour faire franchir la rivière à ses chariots, son artillerie et les troupes restantes sur le pont flottant.

## Bataille
Les forces fédérales du général Steele atteignent Jenkins' Ferry, en Arkansas sur la rivière Salines à 14 heures, le 29 avril 1864 lors de leur retraite de Camden, en Arkansas vers leur base à Little Rock, en Arkansas. Ils trouvent que la rivière est gonflée par la pluie. La pluie tombe à torrents, le 29 avril, et le bord de la rivière et des approches sont devenues un bourbier et des flaques d'eau. Les troupes fédérales fatiguées et affamées ne peuvent pas construire leur pont flottant, et leurs chariots et de l'artillerie sortent de la boue et arrivent à la rivière pendant la nuit, bien que la force de cavalerie fédérale ait traversé. Quand les commandants fédéraux réalisent que la force confédérée de Kirby Smith se précipite pour les rattraper, une arrière-garde de l'armée américaine construit des parapets et prend une formidable position défensive pour s'opposer aux confédérés quand ils arrivent en force dans la matinée du 30 avril. Avec Steele continuant à superviser la traversée de la rivière, le brigadier-général Friedrich Salomon doit commander l'action d'arrière-garde contre les confédérés qui les poursuivent, mais il laisse la tâche au brigadier-général Samuel Rice et 4 000 fantassins fédéraux.
Avant l'aube du 30 avril 1864, les troupes de la cavalerie confédérée de Marmaduke arrivent près de Jenkins' Ferry, mettent pied à terre et engage une escarmouche avec l'arrière-garde de l'infanterie de la force de Steele à environ 3,2 kilomètres (2 miles) du franchissement de la rivière Saline. Rice place les forces fédérales derrière des parapets, des abattis et des trous d'hommes. Les lignes de Rice sont protégées par la Cox Creek, parfois indiquée comme Toxie Creek sur la droite. Alors que certains récits déclarent que la position fédérale est bordée par un marais de jonc infranchissable sur un côté et un faible bois baigné par la pluie baignée de l'autre côté, d'autres sources affirment que le flanc gauche est vulnérable et que ce n'est seulement qu'après l'échec des efforts confédérés pour tourner son flanc gauche que Rice étend l'extrémité gauche de sa ligne jusqu'à ce qu'elle repose sur une forte pente boisée. L'approche difficile de la position fédérale n'est que d'environ quatre cents mètres de large et permettrait tout au plus une attaque de 4 000 fantassins confédérés à la fois. En l’occurrence, les confédérés attaquent de manière encore plus fragmentaire.
Price engage en premier l'infanterie commandée par brigadier général Thomas Churchill et puis l'infanterie commandée par le brigadier général Mosby Parsons dans la bataille dès qu'ils arrivent sur le terrain. Tour à tour, chacune d'elles fait peu de progrès parce qu'elles n'ont pas de couverture pour une attaque et l'approche de la position fédérale se fait profondément enfoncée de la cheville au genou dans la boue et les flaques d'eau. Ces divisions confédérées sont envoyés à l'attaque au coup par coup, brigade par brigade, et non pas dans un effort plus concentré.
La fumée de la poudre à canon ajoute une couverture de brouillard peu après le début de la bataille. Cette fumée et le brouillard rendent presque impossible aux forces opposées de se voir les unes les autres, sauf accroupies. Cela favorise les défenseurs comme ils sont principalement situés à l'arrière de leurs ouvrages et n'essayent pas de se lancer dans la boue comme les assaillants confédérés tentent de le faire. Ils n'ont tout simplement qu'à ouvrir le feu dans une zone étroite où les Confédérés doivent attaquer et obtiennent des résultats efficaces. La boue et des flaques d'eau empêchent la participation de la cavalerie et de l'artillerie à une grande partie de la bataille. En fait, les confédérés perdent trois pièces d'artillerie lors d'une charge du 2nd Kansas Colored Infantry et de 29th Iowa Infantry à partir de leurs positions fortifiées.
Après que les forces de Price sous les ordres des brigadiers généraux Churchill et Parsons ont fait peu de progrès, Kirby Smith arrive avec la grande division d'infanterie du Texas commandée par le major général John Walker. Walker porte l'attaque de la même manière que les divisions précédentes, brigade par brigade. Tous les trois commandants de brigade confédérés sous les ordres de Walker sont blessés lors de ces attaques. Deux d'entre eux, le brigadier général William Scurry et le colonel Horace Randal sont mortellement blessés. Le brigadier général Samuel Rice est également mortellement blessé lors du dernier assaut confédéré à Jenkins' Ferry. Après avoir subi environ 1 000 blessés dans leurs attaques répétées contre les troupes fédérales bien fortifiées tout en en infligeant seulement qu'environ 700 blessés sur les défenseurs, y compris la capture de traînards, les confédérés abandonnent les attaques fragmentaires sur la position fédérale. Avant de quitter le terrain, certains soldats afro-américains du 2nd Kansas Colored Regiment abattent les Confédérés blessés près de la ligne de Rice, en représailles du massacre des soldats afro-américains qui tentaient de se rendre à Poison Spring et de l'assassinat des soldats afro-américains blessés à Marks' Mill.
Vers 15 heures, le 30 avril 1864, les forces fédérales franchissent finalement la rivière Saline avec les hommes restants, et, les pièces d'artillerie, l'équipement et les wagons d'approvisionnement qui n'ont pas été irrémédiablement coincés dans la boue sont brûlés. Les forces de Steele sont contraintes d'abandonner beaucoup plus de wagons dans le marais au nord de la Saline River. Les confédérés ne renouvellent pas l'attaque pendant que les hommes de Steele traversent le pont flottant dans l'après-midi du 30 avril. Non seulement les confédérés sont épuisés à la suite des combats de la matinée, mais les forces fédérales ont mis en place de l'artillerie et de l'infanterie, sur la rive opposée de la rivière, pour protéger le reste des soldats pendant la traversée du pont. Après la traversée de la rivière Saline, les forces de Steele coupent et brûlent le pont flottant, dont ils n'ont plus besoin pour le reste de leur marche. Avec aucun moyen de traverser la rivière, les confédérés ne peuvent pas les suivre. En n'ayant pas piégé les forces de Steele à Camden ou isolé avant qu'elles atteignent la rivière Saline, les confédérés de Kirby Smith ont perdu une bonne occasion pour détruire l'armée de Steele, qui constituent la majeure partie des forces fédérales dans l'Arkansas. Après la traversée de la rivière et trois jours de marche supplémentaire, les forces de Steele se regroupent à l'intérieur des fortifications de Little Rock.

## Conséquences
En considérant les effectifs engagés et le pourcentage de victimes, la bataille de Jenkins' Ferry est l'une des batailles les plus sanglantes de la guerre de Sécession. Les deux armées ont payé cher l'engagement. Les confédérés déclarent officiellement 86 hommes tués, 356 blessés et un disparu, pour un total de 443 victimes. Le nombre doit être sans aucun doute beaucoup plus élevé, peut-être de 800 à 1 000, si les pertes de la division du Texas de Walker étaient connues. Walker n'a déposé aucun rapport sur la bataille. Les victimes fédérales officiellement déclarées, mais incomplètes, sont de 63 tués, 413 blessés, et 45 disparus, pour un total de 521 victimes. Le nombre total de victimes des États-Unis est incomplet parce que le brigadier général John Thayer n'a déposé aucun rapport. Comme indiqué ci-dessus, au vu des rapports de pertes incomplets ou manquants, les historiens Shelby Foote et Gregory J. W. Urwin dans le Heidlers' Encyclopedia of the American Civil War, prennent 1 000 et 700 comme une meilleure estimation du total des pertes confédérées et fédérales, respectivement, pour cette bataille.
La bataille de Jenkins' Ferry peut être comptabilisée comme une victoire fédérale, au moins sur le plan tactique. Non seulement les confédérés subissent le plus de pertes, mais les troupes fédérales de Steele ont tenu avec succès face à l'attaque confédérées. Cela a donné aux forces fédérales le temps et l'espace pour déplacer la plupart de ce qui reste de leurs wagons, de l'artillerie, de l'équipement, de la cavalerie et de l'infanterie à travers la rivière Saline et de s'échapper et revenir en sécurité à Little Rock. Pourtant, la victoire de Steele est dérisoire d'un point de vue stratégique. Les forces de Kirby Smith tiennent le champ de bataille, empêchant Steele de rejoindre ou d'aider encore Banks et obligent Steele a continué de battre en retraite vers Little Rock. Sur l'ensemble de la campagne, Steele perd 3 000 hommes contre 2 000 pertes pour Smith. Beaucoup d'hommes de Kirby Smith sont légèrement blessés. Steele perd 10 pièces d'artillerie à mettre en balance avec 3 qui ont été capturées. Il perd aussi 635 wagons, 2 500 mulets, assez de chevaux pour monter une brigade de cavalerie et une longue liste de matériel capturé, y compris des munitions, de la nourriture et de fournitures médicales. Les forces fédérales perdent le général Rice tandis que les confédérés perdent le général Scurry et le colonel Randal.
Le dernier espoir de Kirby Smith pour détruire l'armée de Steele à l'extérieur de sa base bien fortifiée à Little Rocksont est anéanti en conséquence des attaques à Jenkins' Ferry mal gérées, disjointes et fragmentées. Bien que la position fédérale et des conditions météorologiques limitent les options confédérées, un effort plus concentré semble avoir été possible. Les confédérés ont également échoué à se concentrer contre le flanc gauche fédéral plus vulnérable, au départ, au contraire, en choisissant de poursuivre les assauts frontaux à travers champ de Kelly, où les lignes d'infanterie sudistes ont été ravagées par le feu fédéral. En supposant que Rice a laissé ce point faible, ou juste à proximité, de ses défenses, l'opportunité manquée des Confédérés d'une attaque dans cette zone avec une force concentrée permet à Rice de voir le problème de sa position et d'étendre et protéger le flanc gauche de la ligne fédérale. Après que le flanc fédéral gauche est refermé, toutes les chances de succès de l'attaque confédérée à ce point, et toute chance réaliste pour Kirby Smith et Price de prendre au piège de la plupart des forces de Steele disparaissent.
Après que sa situation est devenue désespérée à Camden, Steele abandonne l'idée de rejoindre Banks sur la rivière Rouge, pour une autre campagne pour prendre Shreveport et réalise qu'il doit sauver son armée. La bataille de Jenkins' Ferry montre que la force de Steele est, en effet, en danger alors qu'elle est à Camden et au sud-ouest de la rivière Saline. La décision de Steele de retraiter à Little Rock est donc bonne. Banks, à son tour, doit abandonner tout espoir de renouvellement de sa campagne contre Shreveport. Ses principaux problèmes dans le renouvellement de la campagne ne relèvent pas effectivement d'un nombre insuffisant d'hommes, puisqu'il a été renforcé à la fin d'avril par les forces du major-général John McClernand. Banks a des problèmes logistiques et n'aurait pas eu de canonnières de transport et de soutien en raison de l'incapacité de Porter d'opérer sur la rivière Rouge qui a un niveau d'eau inhabituellement bas au cours du printemps et de l'été. En fait, Banks doit protéger la flotte de Porter à Alexandria, en Louisiane, jusqu'à ce qu'il puisse être libéré de la rivière Rouge, le 13 mai, où il peut se déplacer dans n'importe quelle direction.
En dépit d'une certaine déception confédérée de n'avoir pas détruit, par le biais de pertes ou de la capture, la plupart des forces américaine engagées dans la campagne de la rivière Rouge, les confédérés gagnent une grande victoire tactique. Les fédéraux perdent plus de 8 000 hommes lors de la campagne de la rivière Rouge, y compris lors de l'expédition de Camden, et sont retournés à leur point de départ à la fin de celle-ci. Les confédérés perdent environ 6 500. Les confédérés capturent 57 pièces d'artillerie, environ un millier de wagons, la plupart d'entre eux chargés, et 3 500 chevaux et de mulets.
Comme Shelby Foote le note, les confédérés gagnent également une victoire stratégique lors la campagne de la rivière Rouge. Ils sont en mesure de retarder le retour de la force de 10000 hommes du brigadier général Andrew Smith vers l'armée du major-général Sherman pour être utilisée lors de la campagne d'Atlanta. Aussi, environ 20 000 soldats confédérés de l'Alabama sont en mesure de renforcer le général Joe Johnston dans sa défense contre Sherman. Ces forces, autrement, auraient dû être impliquées dans l'Alabama si Banks avait attaqué Mobile, en Alabama, comme le lieutenant-général Grant l'avait préféré, plutôt que de tenter de prendre Shreveport selon le plan de Halleck. L'armée des États-Unis utilise des forces considérables dans la campagne de la rivière Rouge et perd un nombre important de pièces d'artillerie, de wagons, de mulets et de provisions qui auraient pu être utilisés dans les campagnes plus décisives plus à l'est. Pourtant, Kirby Smith ne peut pas faire revenir ses forces à Alexandria à temps pour une nouvelle tentative de capturer ou de détruire la force de Banks. La déroute et la retraite des forces fédérales dans l'Arkansas ouvrent également la voie à l'invasion du Missouri par Price en 1864. En fin de compte la campagne ne fournit aucun avantage à long terme pour les confédérés, qui sont chassés du Missouri à nouveau après la bataille de Westport et, de l'offensive suivante de la cavalerie des États-Unis commandée par le major-général Alfred Pleasonton, qui bat les confédérés lors de 4 batailles dans les 5 jours suivant la bataille de Westport.

## Mémoire

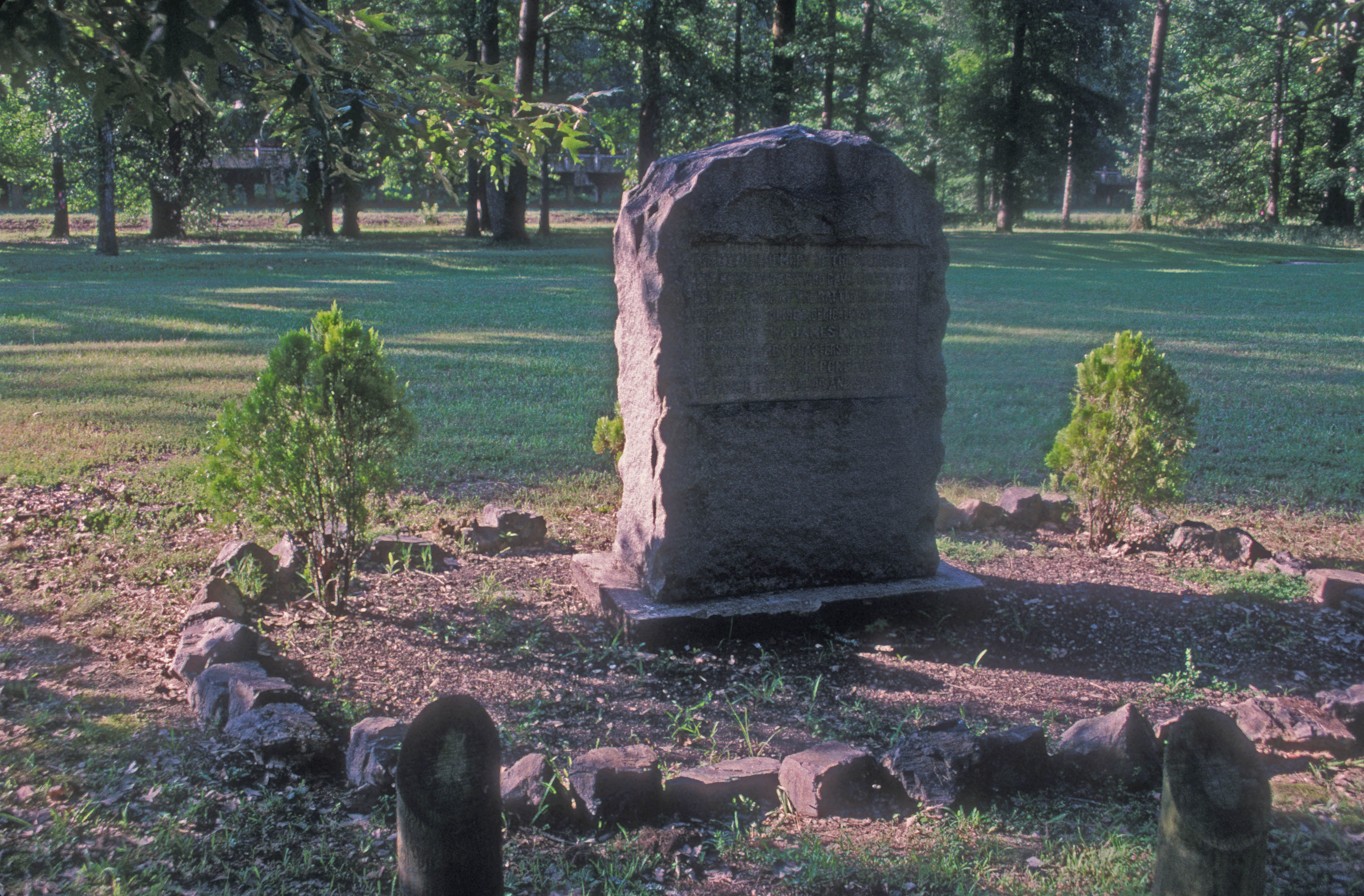
Monument dédié au 19 septembre 1928 par James F. Fagan et les chapitres de Jenkins Ferry de l' U. D. C.

Le champ de bataille de Jenkins' Ferry, préservé en tant que parc national de Jenkins' Ferry, est l'un des sites de l'expédition de Candem qui, ensemble, ont été déclarés monument historique en 1994.

## Dans la culture populaire
- La bataille est décrite brièvement, et mentionnée par deux soldats USCT qui parlent avec le président Abraham Lincoln (joué par Daniel Day-Lewis) dans la scène d'ouverture du film de 2012 de Steven Spielberg, Lincoln.[51]
- Site historique de la bataille de Jenkins Ferry
- Liste des batailles de la guerre de Sécession